# Piero Poli
Piero Poli (Cairo Montenotte, 9 de agosto de 1960) es un deportista italiano que compitió en remo.
Participó en dos Juegos Olímpicos de Verano, obteniendo una medalla de oro en Seúl 1988, en la prueba de cuatro scull, y el cuarto lugar en Los Ángeles 1984, en la misma prueba. Ganó una medalla de bronce en el Campeonato Mundial de Remo de 1983.

## Palmarés internacional
| Juegos Olímpicos   | Juegos Olímpicos     | Juegos Olímpicos  | Juegos Olímpicos |
| Año                | Lugar                | Medalla           | Prueba           |
| ------------------ | -------------------- | ----------------- | ---------------- |
| 1988               | Seúl (Corea del Sur) | Medalla de oro    | Cuatro scull     |
| Campeonato Mundial |                      |                   |                  |
| Año                | Lugar                | Medalla           | Prueba           |
| 1983               | Duisburgo (RFA)      | Medalla de bronce | Cuatro scull     |